# Tisch und Bett
Tisch und Bett (Originaltitel: Domicile conjugal; alternativer deutscher Titel: Das Ehedomizil) ist eine französische Filmkomödie des Regisseurs François Truffaut mit Jean-Pierre Léaud und Claude Jade in den Hauptrollen.
Domicile conjugal hatte seine deutschen Kinostart am 25. Dezember 1971 unter dem Titel Das Ehedomizil in den Kinos der DDR. In der BRD hatte er als Tisch und Bett seine TV-Erstausstrahlung am 4. Januar 1972 in der ARD. Im DDR-Fernsehen hatte er am 7. Januar 1975 seine Erstausstrahlung.
Er ist der vierte Film aus Truffauts Antoine-Doinel-Zyklus.

## Handlung
Antoine Doinel und Christine Darbon – das Paar aus Geraubte Küsse – haben geheiratet und mit dem Eheleben zu kämpfen. Die Alltäglichkeit des Lebens seiner Protagonisten macht den Film zu einem Meisterwerk einer leichten und pointierten Alltagskomödie.
Das Paar lebt in einem großen Mietshaus mit Hinterhof. Christine erteilt unbegabten Kindern im Wohnzimmer Geigenunterricht, während Antoine im Hof Blumen färbt. Das Sexleben erscheint, als spielten zwei Kinder oder Geschwister Ehepaar: Im Bett lesen oder scherzen sie. Erst als Christine der Bitte ihres Mannes folgt, die Brille aufzusetzen, erscheint diese wie ein Fetisch. Der Film begleitet das Paar zu Christines Eltern und in zahlreichen Alltagsszenen. Antoines Affaire mit einer Japanerin führt zum Bruch, doch nach kurzer Trennung versöhnen sie sich mit dem bitteren Ende, nun ein normales Ehepaar zu sein.
Höhepunkt ist jene Szene, in der Christine – durch sich öffnende Tulpen – vom Ehebruch ihres Mannes erfährt und ihn zuhause erwartet: als Geisha geschminkt und gekleidet, scheint diese Imago des Schuldbewusstseins wie ein Triumph. Dann rollt ihr eine Träne über die Wange.

## Hintergründe
Der Kinofilm Tisch und Bett ist Teil des Antoine-Doinel-Zyklus. Erstmals wurde die Geschichte des Antoine Doinel (Jean-Pierre Léaud) in Sie küßten und sie schlugen ihn erzählt. Danach tauchte die Figur in einem Segment des Films Liebe mit zwanzig (Antoine und Colette) und dem Kinofilm Geraubte Küsse auf, in dem das Liebesleben von Antoine und Christine (erstmals: Claude Jade) beginnt, bevor die Handlung in Tisch und Bett weitergeführt wird. Der Zyklus findet seinen Abschluss mit der Trennung von Antoine und Christine in dem Kinofilm Liebe auf der Flucht.
Truffaut wollte die Komödie ursprünglich mit einem Schock beginnen: Serge Rousseau, der unbekannte Verfolger Christines aus Geraubte Küsse, der ihr am Ende einen Heiratsantrag macht, entledigt sich seiner Kleider und springt von einem Dach in den Tod. Truffaut entschied sich dann, die Geschichte mit den Beinen von Claude Jade zu beginnen, die während ihrer Einkäufe die Ladenbesitzer stolz korrigiert: „Nein, nicht Mademoiselle. Madame.“

## Kritiken
Lexikon des internationalen Films: „Die chronologische, thematische und stilistische Fortsetzung von Geraubte Küsse und Truffauts Fortführung seiner Antoine-Doinel-Filme. Ein ebenso liebenswürdiger wie unterhaltsamer Liebesfilm, bravourös gespielt, gespickt mit charakterisierenden Bild- und Dialogpointen, geprägt von menschlich warmem Humor, souveräner Leichtigkeit und feinem Charme.“
Ulrich Behrens: „Truffaut gelang mit ‚Domicile conjugal‘ ein wunderbares, ja geradezu erstaunliches ‚Nebeneinander‘. Er zeigt eine normale, bürgerliche Ehe im Entstehen, im Werden, im Vergehen.“
Erick Maurel (DVD Classik): „Was für ein Vergnügen, Claude Jade zu sehen. Die Leinwand gibt ihr mehr Raum, gleichgestellt zu Antoine. Die größte Qualität des Films ist die Chemie, die zwischen Claude Jade und Jean-Pierre Leáud herrscht, […] die trotz der Abfolge von Situationen, die ständig oszillieren, wie dies bereits in Geraubte Küsse der Fall war, absolut glaubwürdig ist.“

## Auszeichnungen
- Bester Film des Jahres (New York Times)

## Synchronisation
| Rolle            | Darsteller        | Synchronsprecher BRD |
| ---------------- | ----------------- | -------------------- |
| Antoine Doinel   | Jean-Pierre Léaud | Wolfgang Draeger     |
| Christine Doinel | Claude Jade       | Cordula Trantow      |
| Lucien Darbon    | Daniel Ceccaldi   | Christian Marschall  |

| Rolle            | Darsteller        | Synchronsprecher DDR    |
| ---------------- | ----------------- | ----------------------- |
| Antoine Doinel   | Jean-Pierre Léaud | Ingolf Gorges           |
| Christine Doinel | Claude Jade       | Gudrun Jochmann         |
| Lucien Darbon    | Daniel Ceccaldi   | Dietmar Richter-Reinick |
| Madame Darbon    | Claire Duhamel    | Margit Schaumäker       |
| Kyoko            | Hiroko Berghauer  | Monica Bielenstein      |